# Биоэнергоинформатика
Биоэнергоинформа́тика (от др.-греч. βίος — «жизнь», лат. informatio — «информация, разъяснение» и др.-греч. ἐνέργεια — «энергия») — направление в псевдонауке.

## Возникновение термина
Термин «биоэнергоинформатика» был предложен в 1988 году профессором МГТУ им. Н. Э. Баумана Волченко В. Н. при подготовке к Первой Всесоюзной конференции «Энергоинформационный обмен в природе» (г. Москва):3,4.

## Общие понятия
Биоэнергоинформатика предполагает наличие во Вселенной, помимо известных форм материи, ещё и сверхъестественного, при первичности идеального (называемого «информационным взаимодействием») по отношению к материальному. Биоэнергоинформатика рассматривает Вселенную как информационно единую живую систему, построенную в соответствии с некоторым общим замыслом.
Как направление псевдонауки биоэнергоинформатика сформировалась в 70-х годах XX века в ряде стран (Россия, США, Англия, Япония). Первоначально её объектом изучения были необъяснимые (по заявлению биоэнергоинформатиков) «аномальные» явления (парапсихологические феномены и т. п.).

## Отношение научного сообщества
Научное сообщество рассматривает биоэнергоинформатику как псевдонауку и современное суеверие.

### Материалы сторонников
- Зенин С. В. Биоэнергоинформатика // Избранные материалы Международных Междисциплинарных Конференций-Программ: «Гармония Мира и совершенствование человека в философиях/мировоззрениях народов Мира (Россия, Индия, Китай и сопряженные страны)» и «Методологические проблемы организации Единого Знания, как синтеза наук, нерелигиозных и религиозных философий и искусств», за период 2002—2008 гг.
- Юсупов Г. А. Энергоинформационная медицина.— М.: Московские новости, 2000. — 335 с.
- Дульнев Г. Н. Энергоинформационный обмен в природе / Серия «Выдающиеся ученые ИТМО». — СПб: СПбГИТМО, 2000. — 140 с.

### Материалы критиков
- Виноградова Е. П., Воловикова М. Л., Канищев К. А., Куприянов А. С., Ковальцов Г. А., Тихонова С. В., Чубур А. А. Краткий справочник понятий лженауки // Лженаука в современном мире: медиасфера, высшее образование, школа: Сборник материалов Международной научно-практической конференции, посвящённой памяти академика Э. П. Круглякова, проходившей в Санкт-Петербургском государственном университете 21—22 июня 2013 г / [редкол.: С. В. Тихонова (отв.ред.) и др.]. — СПб.: Изд-во ВВМ, 2013. — 291 с. — 100 экз. — ISBN 978-5-9651-0742-1. Архивировано 26 августа 2014 года.
- Кругляков Э. П. Доклад комиссии по борьбе с лженаукой и фальсификацией научных исследований на президиуме РАН 16 марта 1999 г. / Философия науки. 1999. № 1 (5).
- Гущин А. Н. Биоэнергоинформатика и другие лженаучные воззрения в архитектуре (недоступная ссылка) // Академический вестник УралНИИпроект РААСН, выпуск 1, 2010.
  - См. также возражение на статью Гущина — Косов А. А., Барабанов А. А., Ярославцев Н. А. О критическом восприятии предостережений (Комментарии к статье А. Н. Гущина «Биоэнергоинформатика и другие лженаучные воззрения в архитектуре», опубликованной в «Академическом вестнике УралНИИпроект РААСН», 2010, № 1) (недоступная ссылка) // Академический вестник УралНИИпроект РААСН, выпуск 2, 2010. С. 88—92.
    - Ответ автора на возражение — Гущин А. Н. Архитекторам о лженауке (дискуссия вторая) (недоступная ссылка) // Академический вестник УралНИИпроект РААСН, выпуск 4, 2010.